# دنیاگیری کووید-۱۹ در سنگاپور
در ۲۳ جنوری ۲۰۲۰ تأیید شد شیوع ۲۰–۲۰۱۹ کروناویروس به سنگاپور رسیده‌است.